# 고담룡
고담룡(高湛龍, 1915년 11월 17일 ~ 1989년 12월 5일)은 제주도 북제주군 출신 대한민국의 정치인이다. 제4,5대 국회의원을 역임했다.

## 학력
- 일본중앙대학법학부졸업

## 약력
- 독립운동으로 8년형
- 오현고등학교교감
- 성균관대교수
- 국민대교수
- 제주대교수
- 민주당경주시당위원장

## 역대 선거 결과
|  | 42.21% |

|  | 28.79% |

|  | 22.57% |

|  | 11.23% |